# Élections municipales québécoises de 2000
Les élections municipales québécoises de 2000 sont les scrutins tenus en novembre 2000 dans certaines municipalités du Québec. Elles permettent de déterminer les maires et/ou les conseillers de ces municipalités.